# Palutrus reticularis
 Palutrus reticularis és una espècie de peix de la família dels gòbids i de l'ordre dels perciformes.

## Morfologia
- Els mascles poden assolir 2,3 cm de longitud total.[4][5]

## Hàbitat
És un peix marí, de clima tropical i associat als esculls de corall.

## Distribució geogràfica
Es troba al Mar Roig, Moçambic, les Seychelles i les Illes Ryukyu.

## Observacions
És inofensiu per als humans.